# CinExin
CinExin, va ser el primer projector i reproductor de cinema per a nens, llençat al públic massivament el 1971 per l'empresa catalana Exin. El CinExin era un petit projector que funcionava amb piles, construït amb un material plàstic taronja, molt resistent, i que comptava amb un mecanisme de projecció manual que va resultar clau del seu èxit, ja que era el mateix nen qui decidia si fer avançar, aturar o congelar la imatge. Se li donava a l'infant la capacitat de "dirigir" el temps del curtmetratge animat.

## Història
El 1971, Exin presenta a Espanya una de les seves línies de joguines més famoses i que es mantindria durant més temps en el seu catàleg general, un projector de pel·lícules per a nens que feia servir el format cinematogràfic de 8 mm, també conegut com a Doble 8. Aquest projector va ser inspirat en altres projectors apareguts en altres països. L'estètica del CinExin era molt semblant a la del projector de la Txad Valley Toy Company del Regne Unit, que va ser comercialitzat el 1968 i imitant als Estats Units. La idea no va ser en absolut nova a Espanya, un dels principals precedents a destacar són el Cine NIC dels germans José Mª i Tomàs Nicolau Griñó. I El zoòtrop, que era un cilindre metàl·lic giratori i permetia veure figures en moviment, i que havia estat introduït comercialment per Agapito Borràs ja el 1897.

### Super CinExin
El Super CinExin va ser un projector i reproductor de cinema llençat al públic massivament el 1983, que millorava la primera versió del 1971. La nova versió de la joguina exhibia una vistosa carcassa de plàstic blau i pretenia rectificar alguns errors de la versió original. Les pel·lícules per a la nova versió, estaven segellades a l'interior d'un casset tancat, que per fer-les més resistents es van fabricar sobre suport de polièster. A més es van canviar els suports del CinExin de primera generació, per obtenir una projecció més estable. En aquesta nova versió es va canviar el suport cinematogràfic i es abandonar l'ús de l'8 mm pel format més modern i amb més definició anomenat Super 8.

### Mini CinExin i SuperCinexin
Posteriorment i després de la desaparició de l'empresa original Exin, apareixerien altres projectors com el MiniCinexin i el Supercinexin (aquest comptava ja amb so i una estètica més moderna)

### CinExin (4a Generació)
Finalment el 2010 l'empresa GIRO va presentar el CinExin de quarta generació en tres variants (o dissenys): Princeses, Disney clàssic i Toy Story. Aquest nou i renovat CinExin va substituir la làmpada incandescent tradicional per un led, que conferia una llum més brillant, no es calentava tant i es va rebaixar el número de piles per al seu ús. Lamentablement el nombre d'imatges per segon és bastant inferior al CinExin original, el que provoca una sensació de salts i parpelleigs que no permet reproduir l'experiència dels primers CinExin. La sensació s'acosta més a la de la reproducció d'una sèrie de fotografies, no hi ha possibilitat real que l'acció flueixi i la puguem fer avançar i retrocedir.

## Funcionament
El Cinexin era un petit projector que solia incloure la lent condensadora en la mateixa bombeta, funcionava amb 3 piles LR-20 / D, que estava construït amb un material plàstic taronja, molt resistent, i que comptava amb un mecanisme de projecció manual que va resultar clau del seu èxit. La casa Exin el va distribuir amb la referència 300 i 0800.
Les pel·lícules per a la joguina es venien a part. Aquestes anaven enrotllades en una bobina sense fi, dissenyada per evitar haver de rebobinar, el que feia senzill el joc. El enfilat de la pel·lícula es feia manualment. Inicialment només disponibles en blanc i negre. Fins que Exin (l'empresa espanyola responsable de la joguina) va arribar a un acord amb Disney per a la distribució de les seves pel·lícules en aquest format, i d'aquesta manera, els nens podien gaudir a casa de petits extractes (usualment de 30 a 40 segons) de pel·lícules protagonitzades per personatges com Popeye, Peter Pan, o Mickey Mouse. Les pel·lícules eren mudes, i l'interior de la caixa que contenia el projector i altres tenia la particularitat de servir com a pantalla de projecció de color predominantment blanc, amb els laterals blaus com marges.